# Lindsey Jacobellis
Lindsey Jacobellis (ur. 19 sierpnia 1985 w Danbury) – amerykańska snowboardzistka, mistrzyni i wicemistrzyni olimpijska i wielokrotna medalistka mistrzostw świata.

## Kariera
Po raz pierwszy na arenie międzynarodowej pojawiła się 16 listopada 2000 roku w Breckenridge, gdzie zajęła dziesiąte miejsce w zawodach Pucharu Kontynentalnego w gigancie równoległym. W marcu 2002 roku wystartowała na mistrzostwach świata juniorów w Rovaniemi, zdobywając złoty medal w snowcrossie. Na rozgrywanych rok później mistrzostwach świata juniorów w Prato Nevoso zwyciężyła w half-pipie.
W zawodach Pucharu Świata zadebiutowała 13 września 2003 roku w Valle Nevado, zajmując drugie miejsce w halfpipie. Tym samym już w swoim debiucie nie tylko wywalczyła pierwsze pucharowe punkty, ale od razu stanęła na podium. W zawodach tych rozdzieliła swą rodaczkę, Hannah Teter i Kjersti Buaas z Norwegii. Najlepsze wyniki osiągnęła w sezonach 2006/2007 i 2008/2009, kiedy to triumfowała w klasyfikacji końcowej snowcrossu. Ponadto w sezonach 2007/2008, 2013/2014 i 2018/2019 była druga, a w sezonach 2003/2004 i 2010/2011 zajmowała trzecie miejsce w tej klasyfikacji.
W 2005 roku wystartowała na mistrzostwach świata w Whistler, zdobywając złoty medal w snowcrossie. Wynik ten powtórzyła czterokrotnie, na MŚ w Arosa (2007), MŚ w La Molinie (2011), MŚ w Kreischbergu (2015) i MŚ w Sierra Nevada (2017). W 2017 roku, w parze z Faye Gulini, wywalczyła również brązowy medal w snowcrossie drużynowym. W 2006 roku wywalczyła srebrny medal w snowcrossie podczas igrzysk olimpijskich w Turynie. Rozdzieliła tam na podium Tanję Frieden ze Szwajcarii i Dominique Maltais z Kanady. Na rozgrywanych cztery lata później igrzyskach w Vancouver była piąta w tej samej konkurencji. Brała też udział w igrzyskach olimpijskich w Soczi w 2014 roku, gdzie zajęła siódmą pozycję. W 2019 roku, podczas MŚ w Solitude, wraz z Mickiem Dierdorffem wywalczyła złoty medal w snowcrossie drużynowym. Na tych samych mistrzostwach, indywidualnie zajęła piątą pozycję.

## Osiągnięcia

### Igrzyska olimpijskie
| Miejsce | Dzień     | Rok  | Miejscowość | Konkurencja              | Zwycięzca      |
| ------- | --------- | ---- | ----------- | ------------------------ | -------------- |
| 2.      | 17 lutego | 2006 | Turyn       | Snowcross                | Tanja Frieden  |
| 5.      | 16 lutego | 2010 | Vancouver   | Snowcross                | Maëlle Ricker  |
| 7.      | 16 lutego | 2014 | Soczi       | Snowcross                | Eva Samková    |
| 4.      | 16 lutego | 2018 | Pjongczang  | Snowcross                | Michela Moioli |
| 1.      | 9 lutego  | 2022 | Pekin       | Snowcross                | –              |
| 1.      | 12 lutego | 2022 | Pekin       | Snowboardcross drużynowy | –              |

### Mistrzostwa świata
| Miejsce | Dzień       | Rok  | Miejscowość   | Konkurencja         | Zwycięzca        |
| ------- | ----------- | ---- | ------------- | ------------------- | ---------------- |
| 1.      | 16 stycznia | 2005 | Whistler      | Snowcross           | -                |
| 8.      | 22 stycznia | 2005 | Whistler      | Halfpipe            | Doriane Vidal    |
| 1.      | 14 stycznia | 2007 | Arosa         | Snowcross           | -                |
| 1.      | 18 stycznia | 2011 | La Molina     | Snowcross           | -                |
| 1.      | 16 stycznia | 2015 | Kreischberg   | Snowcross           | -                |
| 1.      | 12 marca    | 2017 | Sierra Nevada | Snowcross           | -                |
| 3.      | 13 marca    | 2017 | Sierra Nevada | Snowcross drużynowy | Francja          |
| 5.      | 1 lutego    | 2019 | Solitude      | Snowcross           | Eva Samková      |
| 1.      | 3 lutego    | 2019 | Solitude      | Snowcross drużynowy | -                |
| 9.      | 11 lutego   | 2021 | Idre Fjäll    | Snowcross           | Charlotte Bankes |
| 3.      | 1 marca     | 2023 | Bakuriani     | Snowcross           | Eva Adamczyková  |

### Puchar Świata

#### Miejsca w klasyfikacji snowboardcrossu
- sezon 2003/2004: 3.
- sezon 2004/2005: 5.
- sezon 2005/2006: 6..
- sezon 2006/2007: 1.
- sezon 2007/2008:2.
- sezon 2008/2009: 1.
- sezon 2009/2010: 4.
- sezon 2010/2011: 3.
- sezon 2011/2012: 5.
- sezon 2013/2014: 2.
- sezon 2014/2015: 10.
- sezon 2015/2016: 6.
- sezon 2016/2017: 5.
- sezon 2017/2018: 6.
- sezon 2018/2019: 2.
- sezon 2019/2020: 13.
- sezon 2020/2021: 7.

#### Zwycięstwa w zawodach
1. Bad Gastein – 5 stycznia 2004 (snowcross)
2. Jōetsu – 26 lutego 2004 (snowcross)
3. Jōetsu – 27 lutego 2004 (snowcross)
4. Jōetsu – 28 lutego 2004 (halfpipe)
5. Mount Bachelor – 6 marca 2004 (snowcross)
6. Valle Nevado – 17 września 2004 (snowcross)
7. Lake Placid – 6 marca 2005 (snowcross)
8. Valle Nevado – 17 września 2005 (snowcross)
9. Lake Placid – 8 marca 2007 (snowcross)
10. Lake Placid – 11 marca 2007 (snowcross)
11. Valle Nevado – 26 września 2007 (snowcross)
12. Bad Gastein – 13 stycznia 2008 (snowcross)
13. Lake Placid – 1 marca 2008 (snowcross)
14. Stoneham – 7 marca 2008 (snowcross)
15. Chapelco – 13 września 2008 (snowcross)
16. Bad Gastein – 11 stycznia 2009 (snowcross)
17. Cypress – 13 lutego 2009 (snowcross)
18. Stoneham – 19 lutego 2009 (snowcross)
19. La Molina – 13 marca 2009 (snowcross)
20. Bad Gastein – 10 stycznia 2010 (snowcross)
21. Valmalenco – 12 marca 2010 (snowcross)
22. Stoneham – 17 lutego 2011 (snowcross)
23. Valmalenco – 18 marca 2011 (snowcross)
24. Telluride – 16 grudnia 2011 (snowcross)
25. Veysonnaz – 19 stycznia 2012 (snowcross)
26. Veysonnaz – 22 stycznia 2012 (snowcross)
27. Lake Louise – 21 grudnia 2013 (snowcross)
28. Cerro Catedral – 10 września 2017 (snowcross)
29. Val Thorens – 13 grudnia 2017 (snowcross)
30. Cervinia – 21 grudnia 2018 (snowcross)
31. Feldberg – 9 lutego 2019 (snowcross)

#### Pozostałe miejsca na podium w zawodach
1. Valle Nevado – 13 września 2003 (halfpipe) – 2. miejsce
2. Saas-Fee – 21 października 2005 (halfpipe) – 2. miejsce
3. Saas-Fee – 22 października 2005 (snowcross) – 3. miejsce
4. Furano – 17 marca 2006 (snowcross) – 2. miejsce
5. Furano – 17 lutego 2007 (snowcross) – 2. miejsce
6. Cardrona – 1 września 2007 (halfpipe) – 2. miejsce
7. Sungwoo – 15 lutego 2008 (snowcross) – 2. miejsce
8. Sungwoo – 16 lutego 2008 (halfpipe) – 3. miejsce
9. Bad Gastein – 10 stycznia 2009 (snowcross) – 3. miejsce
10. Arosa – 25 marca 2011 (snowcross) – 2. miejsce
11. Vallnord-Arinsal – 11 stycznia 2014 (snowcross) – 3. miejsce
12. Vallnord-Arinsal – 12 stycznia 2014 (snowcross) – 3. miejsce
13. La Molina – 15 marca 2014 (snowcross) – 2. miejsce
14. La Molina – 21 marca 2015 (snowcross) – 3. miejsce
15. Montafon – 12 grudnia 2015 (snowcross) – 2. miejsce
16. Veysonnaz – 6 marca 2016 (snowcross) – 2. miejsce
17. Montafon – 16 grudnia 2017 (snowcross) – 3. miejsce
18. Solitude – 21 stycznia 2017 (snowcross) – 3. miejsce
19. Cerro Catedral – 9 września 2017 (snowcross) – 2. miejsce
20. Cervinia – 22 grudnia 2018 (snowcross) – 2. miejsce
21. Baqueira-Beret – 2 marca 2019 (snowcross) – 3. miejsce
22. Reiteralm – 18 lutego 2021 (snowcross) – 2. miejsce
23. Bakuriani – 4 marca 2021 (snowcross) – 3. miejsce

- W sumie (31 zwycięstw, 13 drugich i 10 trzecich miejsc).